# ديكسي براونينغ
ديكسي براونينغ (بالإنجليزية: Dixie Browning)‏ (9 سبتمبر 1930، كارولاينا الشمالية في الولايات المتحدة)؛ فنانة، رسامة وروائية أمريكية.